# 井上聡人
井上 聡人（いのうえ あきひと、1984年10月8日 - ）は、東京都出身のバスケットボール選手である。ポジションはF/C。竹内世代のひとり。JBL時代には4チームを渡り歩いたジャーニーマンとして知られる。

## 来歴
2000年4月、八王子高校に進学。2年生時の2001年インターハイに出場し、2回戦進出。同年のウィンターカップではベスト8。3年生時の2002年インターハイにも出場し、初戦敗退。
2003年4月東海大学に進学。竹内譲次らとともに関東リーグ戦優勝BEST5、インカレ優勝BEST5、2007年の第82回オールジャパンでベスト4に貢献する。この大会日本人得点ランキング1位。ウィリアム・ジョーンズカップ日本代表。
2007年、オーエスジーフェニックス東三河(現･三遠ネオフェニックス)に加入。同年のユニバーシアードにも出場。
2008年、トヨタ自動車アルバルクに移籍。
2009年、レラカムイ北海道に移籍。東アジア競技大会日本代表に選出されるも怪我で辞退。
2010年、日立サンロッカーズに移籍。2シーズンを過ごす。
2012年に日立を退団。同年のbjリーグドラフト会議で3球団より1巡目指名され、東京サンレーヴスが交渉権を獲得。東京では3シーズンを過ごした。
2015年オフ、埼玉ブロンコスに移籍。2016年2月、金銭トレードで東京に復帰。

## 経歴
- 八王子高 - 東海大学- オーエスジー（2007年〜2008年）- トヨタ自動車（2008年〜2009年）- レラカムイ北海道（2009年〜2010年） - 日立（2010年〜2012年） - 東京サンレーヴス（2012年〜2015年） - 埼玉ブロンコス（2015年〜2016年） - 東京サンレーヴス（2016年〜2017年）

## 日本代表歴
- 2003　U18日本代表
- 2006　U24日本代表　ウィリアム・ジョーンズカップ日本代表　FIBAアジアスタンコビッチカップ日本代表
- 2007　ユニバーシアード日本代表
- 2009　東アジア競技大会日本代表

## 記録
| シーズン | チーム       | GP | GS | MPG  | FG%  | 3P%  | FT%  | RPG | APG | SPG | BPG | TO  | PPG |
| -------- | ------------ | -- | -- | ---- | ---- | ---- | ---- | --- | --- | --- | --- | --- | --- |
| 2007-08  | オーエスジー |    |    |      |      |      |      |     |     |     |     |     |     |
| 2008-09  | トヨタ       | 14 |    | 8.1  | .280 | .000 | .733 | 1.4 | 0   | 0   | 0   | 0.3 | 2.8 |
| 2009-10  | 北海道       | 27 |    | 6.6  | .370 | .250 | .444 | 1.1 | 0.2 | 0.1 | 0.1 | 0.6 | 1.0 |
| 2010-11  | 日立         | 0  | 0  | 0    | ---  | ---  | ---  | 0   | 0   | 0   | 0   | 0   | 0   |
| 2011-12  | 日立         | 27 |    | 4.4  | .480 | .289 | .500 | 0.5 | 0.1 | 0   | 0   | 0.7 | 1.1 |
| 2012-13  | 東京         | 51 | 49 | 21.4 | .416 | .329 | .753 | 2.7 | 0.6 | 0.3 | 0.2 | 0.9 | 6.0 |
| 2013-14  | 東京         | 31 | 29 | 21.9 | .375 | .234 | .571 | 2.5 | 1.1 | 0.3 | 0.1 | 1.1 | 7.3 |
| 2014-15  | 東京         | 32 |    | 12.3 | .317 | .293 | .568 | 1.4 | 0.5 | 0.2 | 0.1 | 1.2 | 3.8 |
| 2015-16  | 埼玉         |    |    |      |      |      |      |     |     |     |     |     |     |
| 2016-17  | 東京         |    |    |      |      |      |      |     |     |     |     |     |     |